# Открытый чемпионат Китая по теннису 2014

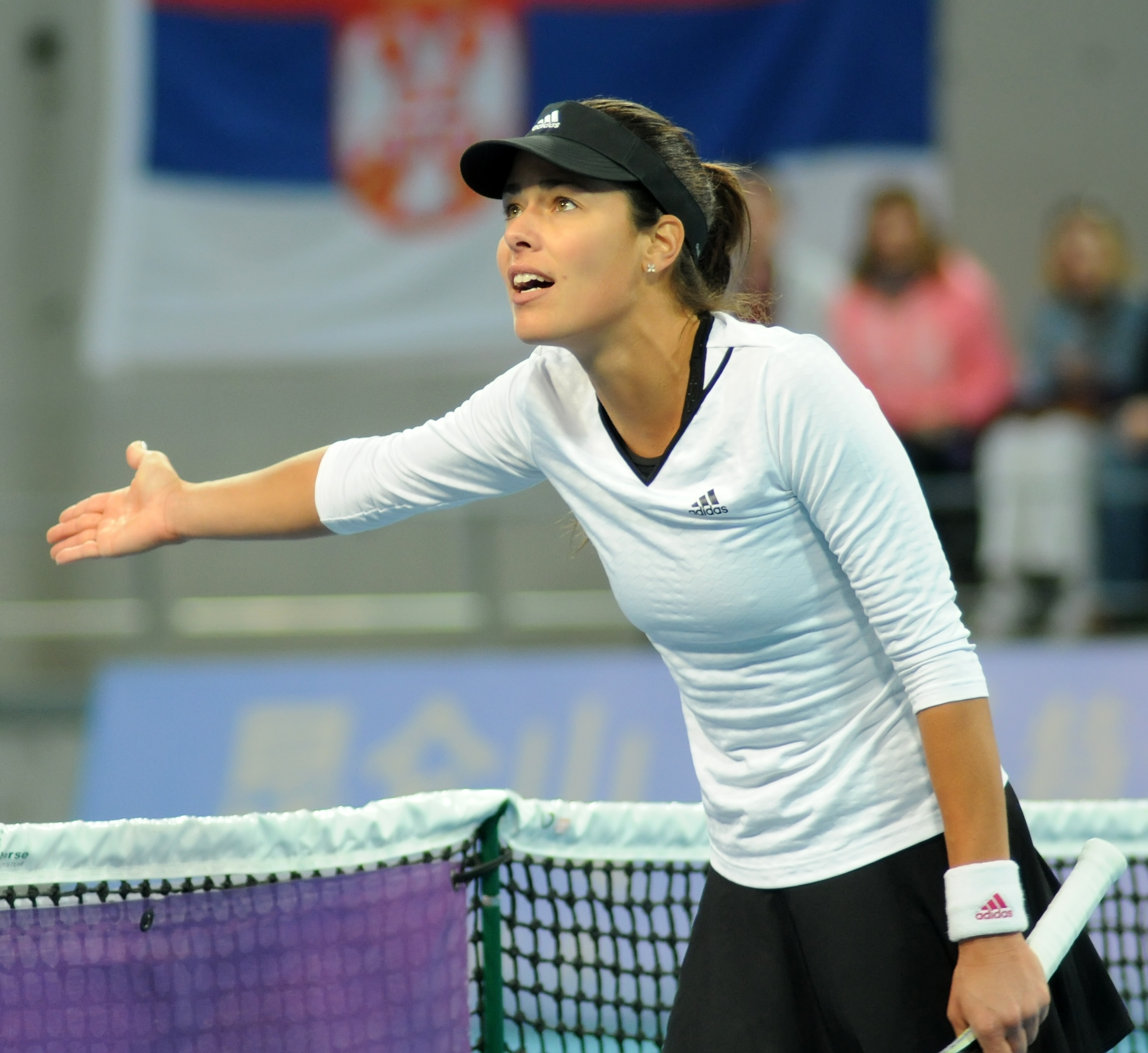
Полуфиналистка одиночного турнира среди женщин Ана Иванович.

Открытый чемпионат Китая 2014 — это профессиональный теннисный турнир, проводимый в китайском городе Пекин на открытых кортах с хардовым покрытием.
Мужской турнир проводится в 16-й раз, имея в этом году категорию ATP 500; женское же соревнование проводится в 18-й раз и принадлежит к серии WTA Premier Mandatory. Соревнования прошли с 27 сентября по 5 октября 2014 года.
Прошлогодние победители:
- мужской одиночный разряд —  Новак Джокович
- женский одиночный разряд —  Серена Уильямс
- мужской парный разряд —  Максим Мирный /  Хория Текэу
- женский парный разряд —  Кара Блэк /  Саня Мирза

## Общая информация
Мужской одиночный турнир собрал десять представителей топ-20 мирового рейтинга (пять из них входили в число топ-10). На турнир приехали и оба лидера рейтинга: прошлогодний победитель турнира и первый номер в мире Новак Джокович и вторая ракетка мира Рафаэль Надаль. Испанец не смог дойти до решающего матча, проиграв в четвертьфинале словаку Мартину Клижану, который пробился на турнир через квалификационный отбор. В итоге в финале встретились победители пяти последних розыгрышей турнира: Джокович, который побеждал на турнире в 2009-10 и 2012-13 годах и Томаш Бердых, который смог победить здесь в 2011 году. В итоге серб сумел защитить свой чемпионский титул и в пятый раз победить на местных соревнованиях. В турнире приняло участие два представителя России: Теймураз Габашвили и Михаил Южный. Оба теннисиста уступили уже в первом раунде.
В мужском парном разряде первые две сеянные пары (Ненад Зимонич и Даниэль Нестор, а также Александр Пейя и Бруно Соарес) проиграли уже на старте турнира. Прошлогодние победители Максим Мирный и Хория Текэу не защищали титул, однако оба приняли участие в турнире. Мирный в паре с Фелисиано Лопесом проиграл в четвертьфинале четвёртым номерам посева Жюльену Беннето и Вашеку Поспишилу. Текэу же, выступив с представителем Нидерландов Жаном-Жюльеном Ройером смог второй год подряд выиграть соревнования. Ройер и Текэу к тому же выиграли второй турнир подряд, победив за неделю до этого турнира в Шэньчжэне. В финале они переиграли обидчиков Мирного и Лопеса: француза Беннето и канадца Поспишила. В соревнованиях принял участие один представитель России Теймураз Габашвили, который в паре с представителем Казахстана Михаилом Кукушкиным проиграл на старте победителем турнира.
Женский одиночный турнир собрал почти всех сильнейших теннисисток мира: из первой десятки отсутствовала лишь пятая ракетка в мире китаянка Ли На, которая в сентябре объявила о завершении спортивной карьеры. Лидер рейтинга и прошлогодняя победительница турнира Серена Уильямс дошла до четвертьфинала, но на матч против Саманты Стосур не вышла, сославшись на травму колена. В её отсутствии титул в финале разыграли третья и четвёртая ракетки мира: чешка Петра Квитова и россиянка Мария Шарапова. В итоге победу одержала Шарапова. Представительница России выигрывает соревнования впервые с 2009 года. Помимо неё в турнире выступили ещё четыре россиянки, лучшая из которых Светлана Кузнецова дошла до четвертьфинала, где как раз уступила Марии Шараповой.
Парный приз у женщин достался пятым сеянным на турнире Андрее Главачковой и Пэн Шуай. В финале они переиграли прошлогодних победительниц турнира Кару Блэк и Саню Мирзу. Пэн выиграла местные соревнования во второй раз, до этого она побеждала в 2009 году совместно с представительницой Тайваня Се Шувэй. Первая сеянная пара на турнире итальянский дуэт Роберта Винчи и Сара Эррани по итогу дошли до четвертьфинала. В соревновании приняли участие две россиянки и обе прошли в полуфинал: Алла Кудрявцева это сделала в паре с Анастасией Родионовой, которая представляет Австралию, а Анастасия Павлюченкова совместно с Кристиной Младенович из Франции.

## Соревнования

### Мужчины одиночки
Новак Джокович обыграл  Томаша Бердыха со счётом 6-0, 6-2.
- Джокович выигрывает 5-й одиночный титул в сезоне и 46-й за карьеру в основном туре ассоциации.
- Бердых сыграл 4-й одиночный финал в сезоне и 23-й за карьеру в основном туре ассоциации.

### Женщины одиночки
Мария Шарапова обыграла  Петру Квитову со счётом 6-4, 2-6, 6-3.
- Шарапова выигрывает 4-й одиночный титул в сезоне и 37-й за карьеру в основном туре ассоциации.
- Квитова сыграла 4-й одиночный финал в сезоне и 19-й за карьеру в основном туре ассоциации.

### Мужчины пары
Жан-Жюльен Ройер /  Хория Текэу обыграли  Жюльена Беннето /  Вашека Поспишила со счётом 6-7(6), 7-5, [10-5].
- Ройер выигрывает свой 7-й парный титул в сезоне и 16-й за карьеру в основном туре ассоциации.
- Текэу выигрывает свой 7-й парный титул в сезоне и 23-й за карьеру в основном туре ассоциации.

### Женщины пары
Андреа Главачкова /  Пэн Шуай обыграли  Кару Блэк /  Саню Мирзу со счётом 6-4, 6-4.
- Главачкова выигрывает 1-й парный титул в сезоне и 15-й за карьеру в основном туре ассоциации.
- Пэн выигрывает 5-й парный титул в сезоне и 17-й за карьеру в основном туре ассоциации.